# Elsie Owusu
Pour les articles homonymes, voir Owusu.
Elsie Owusu, née en 1953 au Ghana britannique, est une architecte anglaise. Elle est connue pour ses réalisations architecturales mais aussi pour avoir été une des fondatrices et la  première présidente de la Society of Black Architects. Parmi les projets qui l'ont fait connaître comme architecte, la rénovation du Middlesex Guildhall (bâtiment de la Cour suprême du Royaume-Uni en 2009 est souvent citée. Elle a été membre du Conseil de l'Institut royal des architectes britanniques (RIBA), et  vice-présidente de la London School of Architecture.

## Biographie
Née en 1953 dans ce qui était à l'époque la colonie britannique de la Côte-de-l'Or (Gold Coast), fille d'un diplomate, elle arrive en Angleterre à l'âge de huit ans. Elle a passé la majeure partie de sa vie à Londres. Elle étudie à la Streatham et Clapham High School. Elle suit ensuite une formation d'architecte à l'Architectural Association School of Architecture à partir de 1974, et obtient son diplôme en 1984. Lorsqu'elle entreprend ces études d'architecture, elle est déjà une jeune mère avec une fille de trois ans. Vivant à Brixton, elle est proche d'un groupe de jeunes étudiants en arts, travaillant, discutant, élevant leurs enfants ensemble.
Elle obtient son diplôme en 1984. Elle travaille en tant qu'architecte à partir de 1986. Elle devient une des associées de l'agence d'architextes Feilden+Mawson de 2006 à 2015.
Parallèlement, à partir de 2000, elle dirige son propre cabinet  d'architecte, dénommé Elsie Owusu Architects Ltd. Elle travaille avec l'artiste Peter Blake sur une maison basse-énergie, 60 Aden Grove, conçue sur les principes de l'habitat passif. Elle conçoit également des maisons et des appartements pour Ujima Housing Association, une association qui s'efforçait de développer l'offre de logements pour la communauté noire britannique. Comme associée, pendant 10 ans, de l'agence Fielden+Mawson, elle a été notamment co-architecte en chef pour la rénovation du bâtiment de la Cour suprême du Royaume-Uni, le Middlesex Guildhall.
Elle a également travaillé sur les transports publics et différents projets au Ghana et au Nigeria. En 2015, elle a été désignée comme l'une des personnes référentes au sein de l'Institut Royal des Architectes Britanniques  sur l'intégration sociale et la diversité,.
Elle a été membre du conseil d'administration de différents organismes, dont le Conseil des Arts de l'Angleterre, le National Trust of England, en plus d'être administratrice du Conseil de l'Institut royal des architectes britanniques (RIBA) et de l'Association des architectes. Elle a été candidate à la présidence du RIIBA mais n'a pas été élue. En tant que membre éminent du RIBA, elle n'hésite pas à s'exprimer sur le racisme et le sexisme au sein de cette organisation professionnelle,.
En 2017, à l'occasion du 25e anniversaire du meurtre de Stephen Lawrence (qui espérait devenir architecte), elle lance, avec le Stephen Lawrence Charitable Trust, la campagne RIBA+25 pour promouvoir la diversité dans le métier d'architecte, une profession qui compte alors au Royaume-Uni 94% de personnes définies comme des blancs, et seulement 4000 femmes sur 27 000 architectes.
Elle est l'une des fondatrices et la  première présidente de la Society of Black Architects.

## Distinctions
Elle a été désignée Femme d'affaires africaine de l'année en 2014,.
Elle a été nommée officier de l'Ordre de l'Empire britannique, sur la liste d'honneur d'anniversaire de la Reine en 2003. Elle a également été élue membre de la Royal Society of Arts.